# 閬中古城
閬中古城，是一個歷史景點，位於中華人民共和國四川省南充市閬中市閬水中路，居嘉陵江中游。

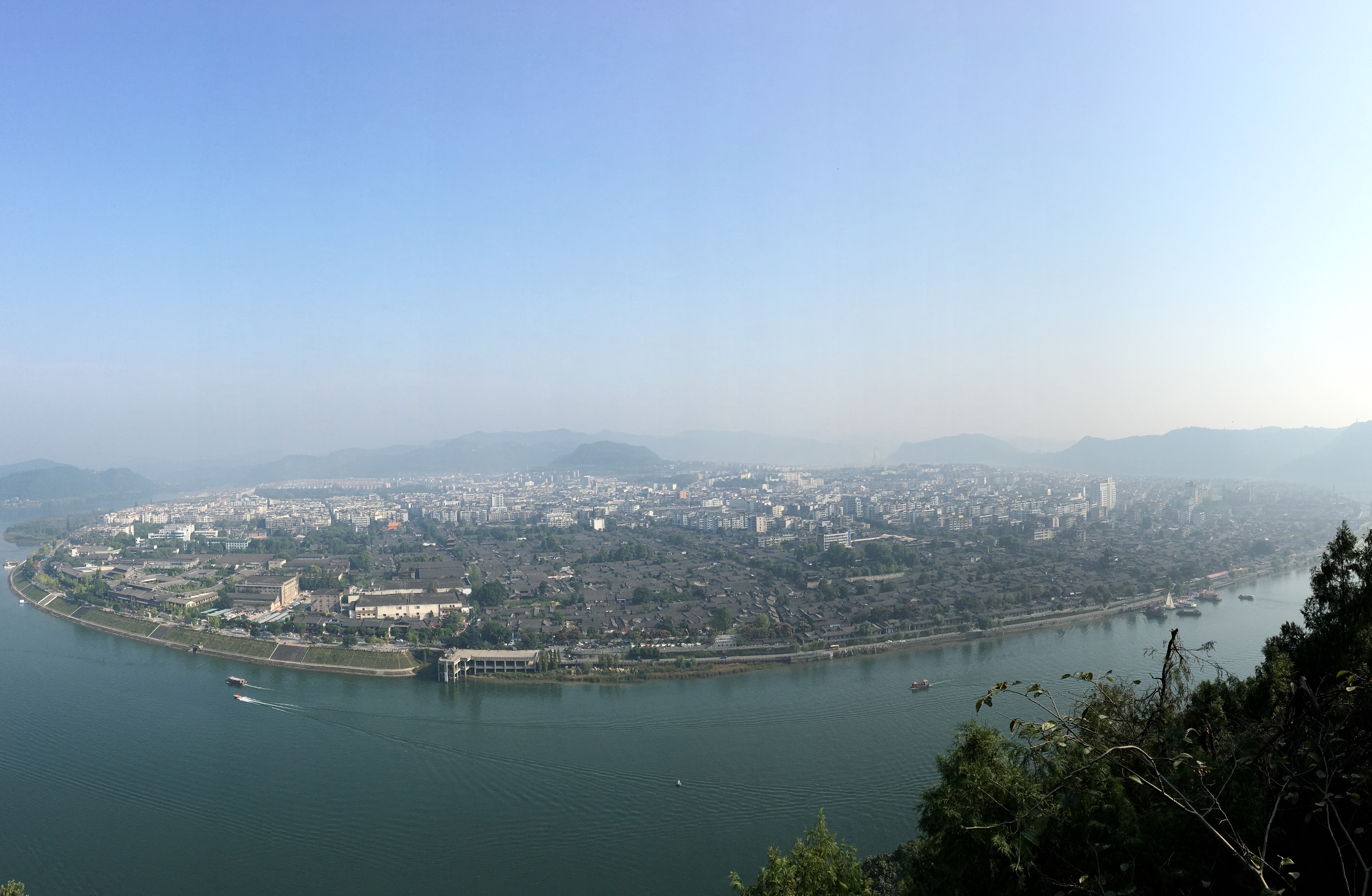
阆中古城

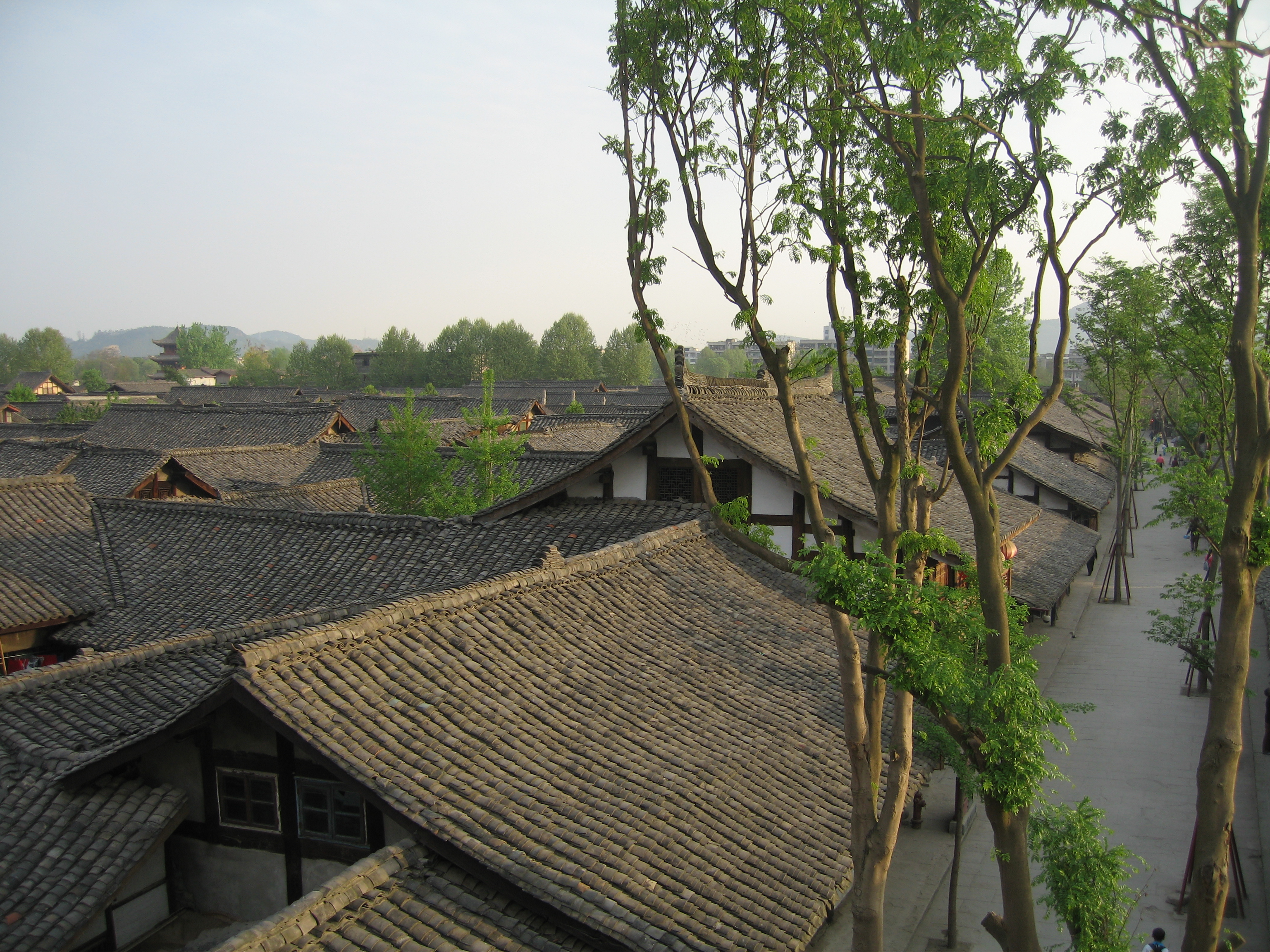
阆中古城街景

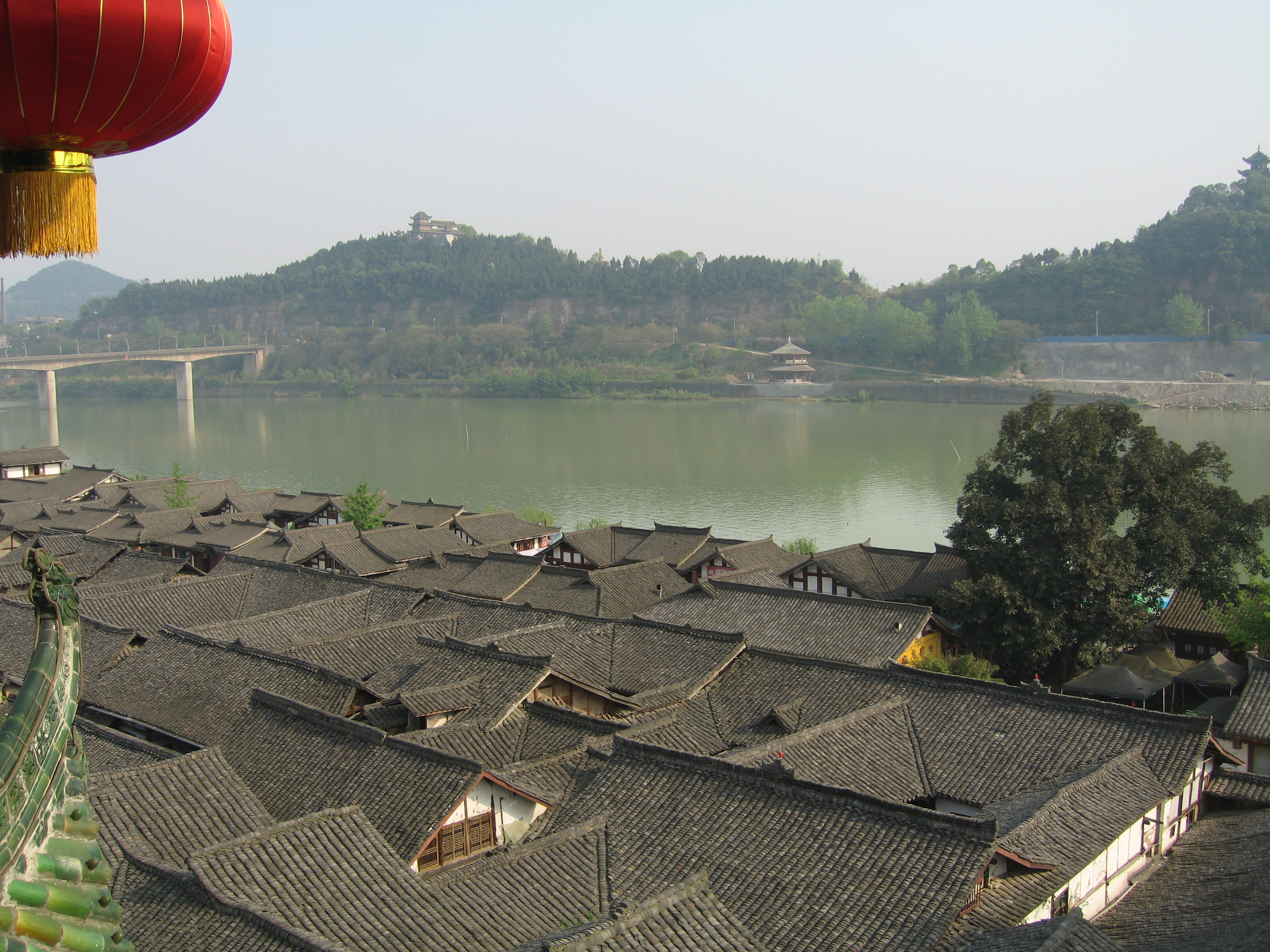
登高-阆中古城一角

## 古城內景點
- 阆中市古城区西街：张桓侯祠(蜀漢桓侯祠，俗称张飞庙)

## 古城外景點
- 阆中市河楼乡白虎村境内的五龙山麓：五龙庙文昌阁(元代古建筑)
- 阆中市水观镇东北5千米，距阆中城经40千米：阆中永安寺(唐代古佛寺)，历经宋、元、明、清续建和培修，占地15亩，建筑面积1700平方米，现存建筑主要为元代、清代建筑。